# 肖洛霍夫区

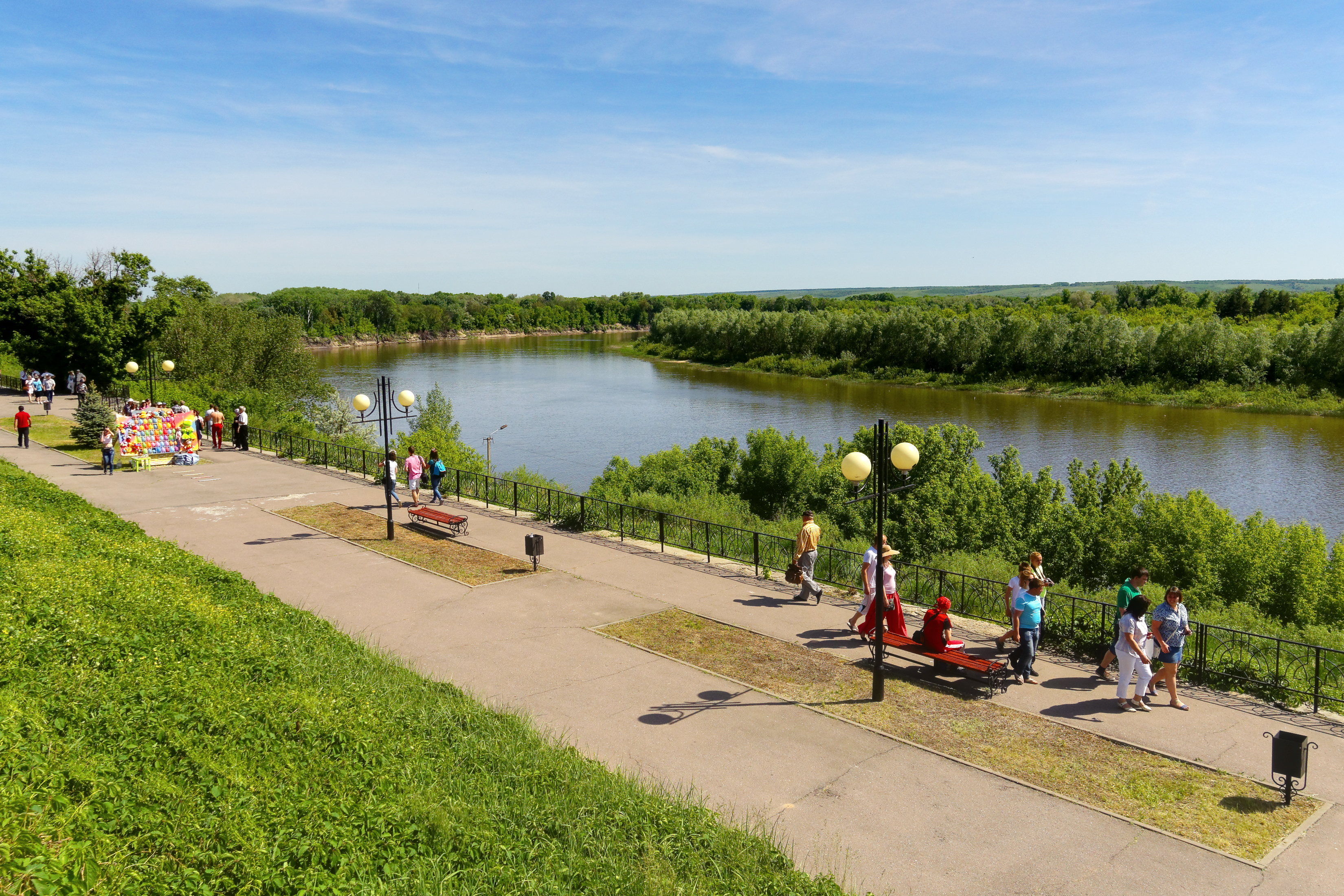

49°37′38″N 41°43′34″E / 49.62722°N 41.72611°E
肖洛霍夫區（俄语：Шолоховский район），是俄羅斯的一個區，位於該國西南部，由羅斯托夫州負責管轄，面積2,527平方公里，2010年人口27,294，人口密度每平方公里10.8人。俄罗斯作家米哈伊尔·亚历山大罗维奇·肖洛霍夫生于此地。